# Felix Toppo
Felix Toppo SJ (ur. 21 listopada 1947 w Tongo) – indyjski duchowny rzymskokatolicki, od 2018 do 2023 arcybiskup Ranchi.